# شلاق بزن (فیلم)
شلاق بزن (به انگلیسی: Whip It) فیلمی محصول سال ۲۰۰۹ و به کارگردانی درو بریمور است. در این فیلم بازیگرانی همچون الیوت پیج، مارسیا گی هاردن، کریستن ویگ، درو بریمور، جولیت لوئیس، جیمی فلن، دانیل استرن، کارلو آلبان، زویی بل، ایو، اندرو ویلسون و آری گرینر ایفای نقش کرده‌اند.